# San Miguel Chicaj
San Miguel Chicaj är en kommunhuvudort i Guatemala.   Den ligger i departementet Departamento de Baja Verapaz, i den centrala delen av landet, 50 km norr om huvudstaden Guatemala City. San Miguel Chicaj ligger 979 meter över havet och antalet invånare är 13 747.
Terrängen runt San Miguel Chicaj är kuperad åt nordväst, men åt sydost är den bergig. Runt San Miguel Chicaj är det ganska tätbefolkat, med 96 invånare per kvadratkilometer. Närmaste större samhälle är Salamá, 8,8 km öster om San Miguel Chicaj. I omgivningarna runt San Miguel Chicaj växer huvudsakligen savannskog.